# Stalobelus decorus
Stalobelus decorus är en insektsart som beskrevs av Capener 1972. Stalobelus decorus ingår i släktet Stalobelus och familjen hornstritar. Inga underarter finns listade i Catalogue of Life.